# Pragium
| ❮ | System    | Serie       | Stufe      | ≈ Alter (mya) |
| ❮ | später    | später      | später     | jünger        |
| - | --------- | ----------- | ---------- | ------------- |
| ❮ | D e v o n | Oberdevon   | Famennium  | 358,9 ⬍ 372,2 |
| ❮ | D e v o n | Oberdevon   | Frasnium   | 372,2 ⬍ 382,7 |
| ❮ | D e v o n | Mitteldevon | Givetium   | 382,7 ⬍ 387,7 |
| ❮ | D e v o n | Mitteldevon | Eifelium   | 387,7 ⬍ 393,3 |
| ❮ | D e v o n | Unterdevon  | Emsium     | 393,3 ⬍ 407,6 |
| ❮ | D e v o n | Unterdevon  | Pragium    | 407,6 ⬍ 410,8 |
| ❮ | D e v o n | Unterdevon  | Lochkovium | 410,8 ⬍ 419,2 |
| ❮ | früher    | früher      | früher     | älter         |

Das Pragium (englisch Pragian, auch Praghian) ist in der Erdgeschichte eine chronostratigraphische Stufe des Devons, die geochronologisch vor etwa 410,8 Millionen Jahren begann und bis vor etwa 407,6 Millionen Jahren andauerte. Auf das Pragium folgt das Emsium. Das Pragium selbst beginnt nach dem Lochkovium.

## Namensgebung und Geschichte
Das Pragium wurde nach der tschechischen Stadt Prag benannt. 1958 wurde das Pragium in der "Prager Arbeitstagung" als mit dem Praha-Formation korrespondierende Stufe definiert. Später wurde der obere Teil des ursprünglichen Pragiums abgetrennt und dem Emsium zugeschlagen.
Die Siegener Schichten (Siegerland) wurden zum Teil während des Pragiums abgelagert, daher wird die Stufe in der deutschsprachigen Literatur auch Siegenium genannt. Die Bezeichnung nach der Stadt Siegen wurde im Jahr 1885 von E. Kayser zuerst verwendet.

## Definition und GSSP
Der Beginn des Pragiums ist durch das Erstauftreten der Conodontenart Eognathodus sulcatus definiert. Das Ende markiert das erstmalige Auftreten von Polygnathus kitabicus (= Polygnathus dehiscens). Der GSSP (global gültige Typlokalität und Typprofil) befindet sich im südwestlichen Stadtgebiet von Prag, im Steinbruch Valká Chuchle (Tschechien).

## Untergliederung
Das Pragium wird in drei Conodonten-Biozonen untergliedert:
- Polygnathus pireneae-Zone
- Eognathodus sulcatus kindlei-Zone
- Eognathodus sulcatus sulcatus-Zone